# Acacia tenuissima
Acacia tenuissima là một loài thực vật có hoa trong họ Đậu. Loài này được F.Muell. miêu tả khoa học đầu tiên.
Loài cây bụi thuộc này chi Acacia và phân chi Juliflorae đặc hữu ở vùng ôn đới và nhiệt đới của Úc. Người thổ dân Úc, người Kurrama gọi loài cây này là Janangungu và người Banyjima gọi loài cây này là Murruthurru.
Đây là cây bụi mảnh mai và thẳng đứng thường mọc đến độ cao từ 1 đến 3 mét mặc dù nó có thể đạt tới 4 m và có thể có nhiều thân cây.